# (3858) Dorchester
(3858) Dorchester es un asteroide perteneciente al grupo de los asteroides que cruzan la órbita de Marte descubierto por Poul Jensen desde el Observatorio Brorfelde, cerca de Holbæk, Dinamarca, el 3 de octubre de 1986.

## Designación y nombre
Dorchester se designó al principio como 1986 TG.
Posteriormente, en 1993, fue nombrado por la localidad inglesa de Dorchester.

## Características orbitales
Dorchester está situado a una distancia media de 2,189 ua del Sol, pudiendo alejarse hasta 2,722 ua y acercarse hasta 1,656 ua. Su excentricidad es 0,2435 y la inclinación orbital 7,712 grados. Emplea en completar una órbita alrededor del Sol 1183 días.

## Características físicas
La magnitud absoluta de Dorchester es 13,6. Está asignado al tipo espectral Sa de la clasificación SMASSII.